# 핵추진 대륙간 순항미사일
핵추진 대륙간 순항미사일(nuclear-powered intercontinental cruise missile)은 2018년 러시아가 개발한 새로운 개념의 미사일이다.

## 역사
2018년 3월 1일, 블라디미르 푸틴 러시아 대통령이 의회 국정연설에서 “첨단 미사일방어(MD)체계를 뚫을 수 있는 핵추진 미사일 개발에 성공했다”고 발표했다.
사정거리가 이론상으론 무한대, 현실적으로는 1만km 이상이다. 러시아는 북극권이나 태평양, 대서양 방향에 집중돼 있는 미국의 미사일 방어망을 피해 남미 쪽으로 우회해 미 본토를 기습 타격할 수 있다는 유튜브 영상을 공개했다.

### ABM 조약
푸틴 대통령은 국정연설 직후 미국 NBC와의 인터뷰에서, "미국과 러시아 사이의 군비 경쟁이 다시 시작된 것은 미국이 옛 소련과 체결한 ABM 조약에서 일방적으로 탈퇴한 데서부터 시작됐다"고 주장했다. 조지 W 부시 대통령이 2002년 ABM 조약에서 일방적으로 탈퇴하고 글로벌 미사일 방어 시스템 구축에 나섰다.

### 핵무기 감축 조약
1일 푸틴의 순항미사일 개발 발표는 미러간에 체결된 핵무기 감축 조약을 모두 폐기하고 대규모로 최신형 핵무기 개발, 배치에 나선다는 의미이다. 신냉전이 격화되고 있다는 의미이다.
- SALT I, 1969년 체결
- SALT II, 1972년 체결
- ABM 조약, 1972년 체결
- INF 조약, 1987년 체결
- 스타트 I, 1991년 체결, 2009년 만료
- 스타트 II, 1993년 체결
- 스타트 III, 1997년 협상결렬
- SORT, 2002년 체결
- 뉴 스타트, 2014년 체결, 2018년 만료

## 분류
1. ↑  푸틴 “핵 추진 미사일 개발”… 核경쟁 시대 문 열렸나, 국민일보, 2018-03-03
2. ↑  푸틴 "미-러 군비 경쟁 재점화는 미국의 ABM 조약 탈퇴 때문"(종합), 연합뉴스, 2018-03-02